# Bellinghem
Bellinghem (em picardo: Bellinghin) é uma comuna francesa na região administrativa de Altos da França, no departamento de Pas-de-Calais. Estende-se por uma área de 7.74 km². Em 2010 a comuna tinha 1 090 habitantes (densidade: 140,8 hab./km²).
Foi criada em 1 de setembro de 2016, a partir da fusão das antigas comunas de Herbelles e Inghem.